# Tomaselli (famiglia)
La famiglia Tomaselli è un'illustre famiglia di condottieri e feudatari dell'Italia settentrionale, originaria di Piacenza e stabilitasi poi a Milano, Strigno e nella provincia bergamasca. Nel corso dei secoli, diversi rami della famiglia hanno acquisito numerosi titoli nobiliari. Numerosi esponenti inoltre sono stati insigniti di svariati titoli legati ad ordini cavallereschi. Presso la Villa Borromeo d'Adda di Arcore oggi rivive la mostra “La famiglia Tomaselli tra fede, scienza e Patria” grazie alle 14 prestigiose opere d’arte donate dalla famiglia in collaborazione con l’Accademia di Brera. Nei suoi ranghi si crede annoveri anche Papa Bonifacio IX. La famiglia Tomaselli può annoverare anche una parentela con la Famiglia reale britannica: un membro di spicco della famiglia è la Contessa Sylvana Tomaselli, moglie di George Windsor Conte di St Andrews, nonché nuora del Principe Edoardo, duca di Kent.

## Origini e storia
Le notizie relative alla famiglia risalgono all'inizio del XII secolo. Il fondatore del casato, Luigi Tomaselli, fu decorato con il titolo di Cavaliere nel 1113 dalla Granduchessa Matilde di Canossa dopo essersi distinto nelle lotte contro Enrico IV di Franconia, imperatore e nemico di Papa Gregorio VII, nel 1092.
Originari della città di Piacenza, Cosimo nipote di Luigi, combatté con la Lega Lombarda contro Federico Barbarossa a Legnano.
La fortuna economica della famiglia arrivò subito grazie al commercio della lana e all'entrata nella politica locale.
Infeudata dall'Arcidiocesi di Milano di alcuni territori, si stabilì per vari secoli nella regione lombarda.
Nei suoi ranghi si crede annoveri anche Papa Bonifacio IX, nato a Casarano nel 1350 come Pietro Tomacelli. Nel 1381 fu creato cardinale da Papa Urbano VI e nel 1389 fu eletto al soglio pontificio come 203º papa della Chiesa cattolica. Regnò durante lo Scisma d'Occidente, mentre l'Antipapa Clemente VII risiedeva ad Avignone sotto la protezione della monarchia francese. Papa Bonifacio IX commissionò la costruzione nel 1391 dell'Università degli Studi di Ferrara e nel 1398 di quella di Fermo. Nel corso del suo pontificato ripristinò la sovranità papale di Roma e fortificò Castel Sant'Angelo e i ponti del Tevere.
Giacomo Tomaselli, uomo di legge legato agli Sforza, nel 1537 fu nominato gran cancelliere del Ducato di Milano.
Alla fine del XVII secolo i Tomaselli sono attestati anche nella provincia di Bergamo, mandati dalla Repubblica di Venezia, sotto il dogato di Silvestro Valier, per controllare i possedimenti che circondavano il fiume Serio.
Si stabilirono definitivamente nella bergamasca, vicino alle zone del fiume Serio, dove controllarono i confini a Sud Ovest della serenissima repubblica veneziana.
Nella metà del XVIII secolo diversi rami minori della famiglia Tomaselli, come svariati Baroni e Conti del casato, estinguendosi, provocarono la discesa di importanza della nobile famiglia nei territori vicino alla città di Strigno, dove nel 1500 era stata fondata la frazione Tomaselli ancor oggi esistente nel comune di Castel Ivano.
Uno dei pochi rami sopravvissuti nei secoli, ora il più importante, è quello di Luigi Sergio Tomaselli, che, già blasonato con vari titoli nobiliari di varie città bergamasche, nel 1801 fu nominato conte dall'imperatore Francesco II d'Asburgo-Lorena del Sacro Romano Impero, dopo essere stato ricevuto e riconosciuto dalla casata imperiale asburgica d'Austria nel Castello di Schönbrunn.
Sylvana Tomaselli, nata il 28 maggio 1957 a Placentia (Canada), è sposata in seconde nozze con George Windsor, Conte di St Andrews, figlio maggiore del Principe Edoardo, duca di Kent. Suo padre Maximilian Karl Tomaselli, nato a Salisburgo, discende da un ramo della famiglia trasferitosi a Salisburgo e fondato da Giuseppe Tomaselli. Giuseppe Tomaselli, dopo aver studiato musica a Milano, emigrò a Salisburgo nel 1781 per diventare un noto cantante della cappella di corte e insegnante di musica a Salisburgo e successivamente a Vienna.